# John Tranter
John Ernest Tranter (Cooma, 29 april 1943 – Sydney, 21 april 2023) was een Australische dichter, uitgever en redacteur. Hij heeft meer dan twintig dichtbundels uitgebracht. Samen met Jan Garrett bedacht hij het langlopende ABC-radioprogramma Books and Writing. En in 1997 startte hij het driemaandelijkse, literaire internettijdschrift Jacket, dat hij tot 2010 heeft geredigeerd en gepubliceerd; daarna schonk hij het aan de universiteit van Pennsylvania.
De Australia Council kende hem in 1990 een Creative Arts Fellowship toe. Sommige Australische dichters onderschrijven "zijn rol als vernieuwer en experimenteerder".

## Biografie
Tranter werd geboren in Cooma, New South Wales, groeide op in Moruya en ging naar plattelandsscholen, o.a. naar de Hurlstone Agricultural High School. Een van zijn docenten daar (John Darcy) moedigde hem aan om poëzie te gaan schrijven. Zijn vader, Fred Tranter, was onderwijzer, maar werd later boer en begon een limonadefabriek.
In 1971 behaalde John Tranter zijn BA aan de universiteit van Sydney, waar hij aanvankelijk weinig college had kunnen lopen, omdat hij overdag werkte. Sindsdien heeft John Tranter voornamelijk gewerkt in de uitgeverswereld, het onderwijs en in radioproductie. Tussendoor heeft hij veel gereisd en sinds het midden van de jaren tachtig meer dan twintig voorleestours gemaakt naar locaties in de VS en Europa. In 2009 promoveerde hij in de Creatieve Kunsten (Creative Arts) aan de universiteit van Wollongong.
In Australië woonde hij in Sydney, Melbourne en Brisbane en in het buitenland in Londen, Cambridge, Singapore, Florida en San Francisco. Momenteel woont hij weer in Sydney, waar hij samen met zijn vrouw Lyn bedrijfsleider is van Australian Literary Management, een toonaangevend literair bureau.
John Tranter huwde in maart 1968 Lyn Grady; zij hebben een dochter en een zoon.

## Literaire carrière
In 1975 was John Tranter mede-ontwerper van Books & Writing, het eerste boekenprogramma dat de Australian Broadcasting Corporation (ABC) uitzond en dertig jaar later nog steeds populair was. In 1987 en 1988 was hij eindverantwoordelijke voor de nationale uitzending van het twee uur durende kunstprogramma Radio Helicon van ABC Radio. Daarna werd hij van 1990 tot 1993 poëzie-redacteur voor het in Sydney gevestigde business en kunstweekblad The Bulletin.
Hij heeft veel fellowships en andere stipendia ontvangen. Daarnaast is Tranter gastgeleerde geweest aan verschillende instellingen, van Visiting Fellow aan de Faculteit der Letteren van de Australian National University tot writer in residence aan het Rollins College in Winter Park (Florida) en aan de universiteit van Cambridge in Engeland.
Hij heeft meer dan twintig dichtbundels gepubliceerd, waaronder Urban Myths: 210 Poems, New and Selected en Starlight: 150 Poems. In zijn gedichten gebruikt Tranter soms experimentele technieken en vaak bevatten zij grappige en cosmopolitische reflecties op het moderne stadsleven. Daarnaast concentreren veel van zijn gedichten zich op de menselijke zwakte en het menselijk falen.
Zijn Starlight: 150 Poems won in 2011 de Queensland State Literary Award voor poëzie en de Age Book of the Year-prijs voor poëzie. Urban Myths: 210 Poems: New and Selected won in 2006 de Victorian Premier's prijs voor poëzie, in 2007 de New South Wales Premier's Literary Awards Kenneth Slessor Prize, in 2008 de South Australian Premier's Awards John Bray prijs voor poëzie en in 2008 de South Australian Premier's Awards Premier's Prize voor beste boek algemeen. En Under Berlin won in 1989 de Kenneth Slessor Prize for Poetry (de huidige New South Wales State Literary Award for Poetry). Met At The Florida won hij de Melbourne Age 'Book of the Year'-prijs voor poëzie in 1993.
Tot de andere boeken van zijn hand behoren The Floor of Heaven, een reeks boeken van vier versverhalen; de poëziecollecties Late Night Radio, Heart Print (Salt, Cambridge, VK, 2001); Different Hands (Folio/Fremantle Arts Centre Press, Cambridge en Western Australia, 1998), een verzameling van zeven experimentele computerondersteunde proza-stukken; Borrowed Voices (Shoestring Press, Nottingham, 2002), een tiental herinterpretaties van gedichten door anderen dichters; Studio Moon en Trio (beide Salt Publications, 2003).
Met Philip Mead heeft Tranter in 1991 The Penguin Book of Modern Australian Poetry samengesteld en geredigeerd. Eerder verzorgde hij bloemlezingen als de controversiële The New Australian Poetry (Makar, Brisbane, 1979) en een selectie van vierennegentig gedichten uit de poëziewedstrijd ter gelegenheid van de Australische bicentennial in 1988, The Tin Wash Dish.
In 2004 bouwde hij een gratis prototype-internetsite met biografische en bibliografische informatie over meer dan zeventig Australische dichters, gedichten, boekrecensies en interviews. Dit project droeg hij in 2005 over aan een consortium bestaande uit de afdeling Engels van de universiteit van Sydney, de universiteitsbibliotheek van de universiteit van Sydney en het Copyright Agency Ltd. Het consortium kreeg het daaropvolgende jaar een half miljoen dollar van de Australian Research Council om Tranters werk uit te breiden tot een onderzoeksproject als de Australian Poetry Library; de bijbehorende website, https://www.poetrylibrary.edu.au/, wordt gehost door de University of Sydney Library. Op 25 mei 2011 is het project in het State Government House in Sydney gelanceerd. Toen bevatte het meer dan 42.000 gedichten van Australische dichters van 1800 tot heden.
Tranter begon in 2012 een regulier internetdagboek, bestaande uit noties en foto’s. In de commentarensectie van het tijdschrift «Jacket2» plaatste hij in 2013 een lijst met links naar een vijftigtal stukken waaraan hij sinds 2000 voor dat magazine had (mee)gewerkt.
Samen met Dr. Kate Lilley (universiteit van Sydney), Dr Ann Vickery (Deakin University, Melbourne) en professor Philip Mead (universiteit van West-Australië, Perth) heeft John Tranter in 2014 Journal of Poetics Research opgericht; zij worden ondersteund door een dertigtal internationale redacteuren. Het gratis eerste nummer werd eind september 2014 gepubliceerd; er waren twee nummers per jaar gepland (maart en september).

## Prijzen
- 2011 Arts Queensland Judith Wright Calanthe Award, voor een poëziecollectie voor Starlight: 150 Poems;
- 2011 The Age Book of the Year Award, voor Poëzie voor Starlight: 150 gedichten;
- 2009 Civitella Ranieri Foundation Fellowship (zes weken durende residentie in Umbrië);
- 2008 South Australian Premier's Awards Premier's Prize voor het beste boek in totaal 2006 en 2007 voor Urban Myths: 210 Poems: new and Selected;
- 2008 John Bray Awards Zuid-Australische Premier voor poëzie voor Urban Myths: 210 Gedichten: Nieuw en geselecteerd;
- 2007 New South Wales Premier's Literary Awards Kenneth Slessor Prize for Urban Myths: 210 Poems: New and Selected;
- 2006 Victorian Premier's Literary Award CJ Dennis Prize for Poetry Prize for Urban Myths: 210 Poems: New and Selected;
- 1993 The Age Book of the Year Award voor Poëzie voor At the Florida;
- 1993 Wesley Michel Wright-prijs voor poëzie voor The Floor of Heaven;
- 1989 Literaire prijzen van de New South Wales Premier Kenneth Slessor Prize voor Under Berlin;
- 1988 Grace Leven Prize for Poetry voor Under Berlin.